# Виноградный (Темрюкский район)
Виногра́дный — посёлок в Темрюкском районе Краснодарского края.
Входит в состав Вышестеблиевского сельского поселения.

## Население
| 2002 | 2010  | 2021  |
| ---- | ----- | ----- |
| 1760 | ↗1988 | ↘1615 |

## Улицы
| - ул. Азовская, - ул. Береговая, - ул. Верхняя, - ул. Восточная, - ул. Гагарина, - ул. Западная, - ул. Красноармейская, | - ул. Ленина, - ул. Лермонтова, - ул. Лиманная, - ул. Ломоносова, - ул. Мичурина, - ул. Морская, - ул. Нижняя, | - ул. Подгорная, - ул. Полевая, - ул. Промышленная, - ул. Пушкина, - ул. Садовая, - ул. Светлая, - пер. Светлый, | - ул. Советская, - ул. Солнечная, - ул. Суворова, - ул. Тополиная, - ул. Цветочная, - ул. Школьная, - ул. Юбилейная. |